# 黄华 (元朝)
黃華（？—1284年），建宁府政和县（今福建省南平市政和县）人，元朝初期福建民变领袖。
元世祖至元十五年（1278年），聚集盐夫，联络建宁（今福建省建瓯市）、括苍山（在今浙江南部）等地人民，举兵起事。至元十七年十二月（1280年12月24日—1281年1月21日），元将完者都率兵压境，黄华感到害怕，遂向元军请降。完者都表奏黄华为副元帅。凡是军中事务，完者都都会咨询黄华。黄华参与镇压陈吊眼起义后，任建宁路管军总管（一说建宁招讨使）。
至元二十年（1283年）十月，黄华在政和再次起兵反元，聚众十万（另有“十余万”“几十万”的说法），剪发文身，号“头陀军”，又称“畲军”，恢复南宋末帝赵昺的“祥興”年号，称“祥興五年”。与黄华同时起兵的还有青田人吴提刑，他自称两浙安抚使，使用“两浙安抚司”的印信。头陀军以政和城南飞凤山为据点，先后攻克浦城、建宁、崇安（今福建省武夷山市）以及江西的不少府县，畲、汉两族民众纷纷归附，“东南为之大震”。福建按察使王恽上疏元朝朝廷，称“福建归复之民户几百万，黄华之变失去四、五”。元朝朝廷急忙派遣浙西宣抚使高兴率部镇压，不久又派征东行省左丞刘国杰以及江淮行省參知政事已延、史弼等，围歼头陀军。在铅山，黄华与高兴交战，损兵八千；又率军急攻建宁，被江西和福建的元军合力打败，折将两员。随后，黄华撤退到江山，最后退守政和赤岩寨。至元二十一年（1284年）春，赤岩寨被刘国杰部攻破，黄华自焚而死。元军在缴获物中发现了原南宋丞相陈宜中的札子和黄华的印榜。